# Comuna de Liw
Liw (polaco: Gmina Liw) é uma gminy (comuna) na Polónia, na voivodia de Mazóvia e no condado de Węgrowski.
De acordo com os censos de 2004, a comuna tem 7726 habitantes, com uma densidade 45,6 hab/km².

## Área
Estende-se por uma área de 169,56 km², incluindo:
- área agricola: 71%
- área florestal: 22%

## Demografia
Dados de 30 de Junho 2004:
|                      | Total   | Total | Mulheres | Mulheres | Homens  | Homens |
| -------------------- | ------- | ----- | -------- | -------- | ------- | ------ |
|                      | pessoas | %     | pessoas  | %        | pessoas | %      |
| População            | 7726    | 100   | 3887     | 50,3     | 3839    | 49,7   |
| Densidade (pop./km²) | 45,6    | 100   | 22,9     | 22,9     | 22,6    | 22,6   |

De acordo com dados de 2002, o rendimento médio per capita ascendia a 1373,48 zł.

## Subdivisões
- Borzychy, Jarnice, Jarnice-Pieńki, Jartypory, Krypy, Liw, Ludwinów, Ossolin, Pierzchały, Połazie, Popielów, Ruchna, Ruchenka, Starawieś, Szaruty, Śnice, Tończa, Tończa-Janówki, Witanki, Wyszków, Zając, Zawady.

## Comunas vizinhas
- Bielany, Grębków, Korytnica, Miedzna, Mokobody, Sokołów Podlaski, Stoczek, Węgrów, Wierzbno